# She Has No Time
She Has No Time es la canción que hizo Tim Rice-Oxley para Tom Chaplin, cuando a este último lo abandonó una chica.
La canción habla de que la chica de Tom (cantante del grupo) lo abandona porque no tiene tiempo para él. Es un tema del grupo Keane, formado por Tom Chaplin, Tim Rice-Oxley y Richard Hughes) y aparece en su primer CD, Hopes and Fears, que fue lanzado el 10 de mayo de 2004. Llegó al número uno en las listas y ha conseguido ocho discos de platino.
- Datos: Q6126952